# Acarospora hultingii
Acarospora hultingii är en lavart som beskrevs av H.Magn.. Acarospora hultingii ingår i släktet spricklavar, och familjen Acarosporaceae. Arten är reproducerande i Sverige.